# Districte de Punta Hermosa
Punta Hermosa és un districte de la Província de Lima, Perú. La capital del districte és el poble de Punta Hermosa. L'atractiu principals del districte són les seves platges.

## Geografia
Punta Hermosa voreja l'oceà Pacífic a l'oest, el districte de Lurín al nord, el districte de Santo Domingo de los Olleros de la província de Huarochirí a l'est i el districte de Punta Negra.

## Divisió política
El districte es divideix en 4 centres poblats (Centros Poblados):
- Punta Hermosa
- Capilla Lucumo
- Cucuya
- Pampapacta

## Platges
Punta Hermosa està situat a 42 km cap al sud del Districte de Lima, al qual està connectat per l'Autopista Panamericana. L'atracció principal del districte són les seves platges, que són visitades per milers de persones tots els estius.
Punta Hermosa, que solia ser un districte on els residents es quedaven només temporalment, ha vist últimament una expansió urbana.